# Fedor Berg
Fedor Berg (* 1846 in Bogutschütz; † 16. Dezember 1925 in Berlin) war ein deutscher Bankier und Unternehmer.

## Leben
Fedor Berg gründete zusammen mit Max Berg 1870 in Berlin die Firma M. & F. Berg als Zigarrenfabrikanten. Bald darauf betrieb er als alleiniger Inhaber ein Bankgeschäft und eine Baumaterialienhandlung. Als Bankier stieg er in das Immobiliengeschäft ein und erwarb 1904 das Wilhelm-Theater in der Friedrichstraße 236 und ließ es vom Architekten Walter Hentschel zum Lustspielhaus umbauen. Danach erwarb er das Thalia-Theater in der Dresdener Straße 72/73. 1907 gründete er die Berliner Eispalast G.m.b.H. und ließ von Walter Hentschel den Eispalast errichten. 1910 hatte er den Plan, auf dem von ihm erworbenen Grundstück Kurfürstendamm 193–194, bis 1912 das „größte Opernhaus der Welt“ zu errichten. Dazu gründete er die Aktiengesellschaft Große Oper, deren Vorsitzender er war. Da das Projekt scheiterte, ließ er stattdessen ab 1911 vom Architekten Robert Leibnitz, der bereits das Hotel Adlon gebaut hatte, das Luxushotel Boarding Palace errichten. Noch vor Ende der Bauarbeiten musste Berg Konkurs anmelden. Das Haus wurde von einem Dresdner Hotelier als Haus Cumberland (denkmalgeschützt) weitergeführt. Darüber hinaus besaß er um diese Zeit das Haus Kurfürstendamm 205 mit Sitz seines Bankgeschäfts und das Haus Neue Königstraße 43/Alte Schützenstraße 1 mit dem Hotel Neuer Königshof.
Fedor Berg wurde auf dem Jüdischen Friedhof Schönhauser Allee begraben.